# Hausdorff-Dimension
Die Hausdorff-Dimension  (auch bekannt als Hausdorff-Besikowitsch-Dimension nach Abram Samoilowitsch Besikowitsch) wurde von Felix Hausdorff eingeführt und bietet die Möglichkeit, beliebigen metrischen Räumen eine Dimension zuzuordnen. Für einfache geometrische Objekte wie Strecken, Vielecke, Quader und Ähnliches stimmt ihr Wert mit dem des gewöhnlichen Dimensionsbegriffes überein. Im Allgemeinen ist ihr Zahlenwert jedoch nicht unbedingt eine natürliche Zahl, sondern kann auch eine rationale oder eine irrationale Zahl sein, wie beispielsweise bei der Anwendung als fraktale Dimension.

## Vereinfachte Definition
Die folgende Darstellung ist eine vereinfachte Definition der Hausdorff-Dimension für eine Punktmenge endlicher Ausdehnung in einem dreidimensionalen Raum. Dazu betrachtet man die Anzahl {\displaystyle N} der Kugeln mit dem Radius {\displaystyle R}, die mindestens erforderlich ist, um die Punktmenge zu überdecken. Diese Mindestanzahl ist eine Funktion {\displaystyle N(R)} des Radius {\displaystyle R}. Je kleiner der Radius ist, umso größer ist {\displaystyle N}. Aus der Potenz von {\displaystyle R}, mit der {\displaystyle N(R)} für den Limes {\displaystyle R} gegen Null anwächst, berechnet sich die Hausdorff-Dimension {\displaystyle D}, und zwar nach
{\displaystyle N(R)\sim {\frac {1}{R^{D}}}}
und damit
{\displaystyle D=-\lim _{R\rightarrow 0}{\frac {\log N(R)}{\log R}}}.
Anstelle von Kugeln können ebenso gut Würfel oder vergleichbare Objekte verwendet werden. Bei Punktemengen in der Ebene können auch Kreise zur Überdeckung verwendet werden. Bei Punktmengen in mehr als drei Dimensionen müssen entsprechend höherdimensionale Kugeln verwendet werden.
Für eine gewöhnliche endliche Kurve wächst die Zahl der erforderlichen Kugeln umgekehrt proportional zum Kugelradius. Eine Kurve hat daher die Hausdorff-Dimension {\displaystyle D=1}. Für eine gewöhnliche endliche Fläche wie beispielsweise ein Rechteck wächst die Zahl der erforderlichen Kugeln dagegen proportional zu {\displaystyle 1/R^{2}}. Es gilt daher {\displaystyle D=2}.
Für den Spezialfall eines geometrischen Objekts, welches aus {\displaystyle n} disjunkten Teilobjekten besteht, die im Maßstab {\displaystyle 1:m} verkleinerte Kopien des Gesamtobjekts darstellen, ergibt sich für die Hausdorff-Dimension {\displaystyle D={\tfrac {\log n}{\log m}}}. Haben die {\displaystyle n} Teilobjekte verschiedene Größe, so ist {\displaystyle D} durch
{\displaystyle {\frac {1}{m_{1}^{D}}}+{\frac {1}{m_{2}^{D}}}+\dotsb +{\frac {1}{m_{n}^{D}}}=1}
definiert, wobei {\displaystyle 1/m_{i}} die einzelnen Maßstäbe sind ({\displaystyle i=1,\dotsc ,n}). Man spricht in diesen Fällen auch von Ähnlichkeits-Dimension. Beispiele für die Ähnlichkeits-Dimension:
1. Ein Quadrat setzt sich aus 9 Quadraten von 1/3 Seitenlänge zusammen, seine Hausdorff-Dimension ist {\displaystyle D={\tfrac {\log {9}}{\log {3}}}=2}
2. Die Koch-Kurve, ein Fraktal, besteht aus 4 jeweils im Maßstab 1:3 verkleinerten Kopien der Gesamtkurve. Es ergibt sich nach {\displaystyle D={\tfrac {\log {4}}{\log {3}}}=1{,}2618595\dotso } eine nicht-ganzzahlige Dimension.

Es ist jedoch zu beachten, dass diese vereinfachte Definition sich nicht generell mit der exakten Definition (s. u.) deckt. Beispielsweise bei einer Kochkurve mit räumlich variierender Iterationstiefe oder Ähnlichem kann die so definierte Dimension von der tatsächlichen Hausdorff-Dimension abweichen.
Für eine numerische Bestimmung der Hausdorff-Dimension einer gegebenen Punktmenge lässt sich der so genannte Boxcounting-Algorithmus verwenden. Aber auch hier gilt das nur, solange die Hausdorff-Dimension mit der Boxcounting-Dimension übereinstimmt, was in Spezialfällen nicht zutrifft. Bei einer Einbettung in einen zweidimensionalen Raum überdeckt man die Menge mit einem lückenlosen regelmäßigen Raster aus Quadraten und ermittelt die Zahl der Quadrate, die Punkte aus der Menge enthalten, in Abhängigkeit von der Kantenlänge. Eine numerische Extrapolation der obigen Definitionsgleichung für die Kantenlänge gegen Null liefert näherungsweise die Hausdorff-Dimension.

## Definition über das Hausdorff-Maß
Eine mathematisch exakte Definition der Hausdorff-Dimension {\displaystyle \dim X} einer beschränkten Teilmenge {\displaystyle X\subset \mathbb {R} ^{n}} erfolgt über das Hausdorff-Maß {\displaystyle H^{s}}, das dieser Menge zu jeder Dimension {\displaystyle s\geq 0} zugeordnet wird. Danach ist die Hausdorff-Dimension von {\displaystyle X} definiert als das Infimum aller {\displaystyle s}, für die {\displaystyle H^{s}(X)=0} ist, oder äquivalent dazu als das Supremum aller {\displaystyle s}, für die {\displaystyle H^{s}(X)=\infty } gilt, das heißt
{\displaystyle \dim X=\inf\{s\mid H^{s}(X)=0\}=\sup\{s\mid H^{s}(X)=\infty \}.}
Für festes {\displaystyle s} haben also Mengen, deren Hausdorff-Dimension kleiner als {\displaystyle s} ist, das {\displaystyle s}-dimensionale Maß null, während Mengen größerer Dimension unendliches {\displaystyle s}-dimensionales Maß haben. Das entspricht der Tatsache, dass beispielsweise eine Strecke als Teilmenge der Ebene das zweidimensionale Lebesgue-Maß null hat.
Zur Definition des Hausdorff-Maßes betrachte man die Größe
{\displaystyle H_{\varepsilon }^{s}(X)=\inf {\Bigg \{}\sum _{i=1}^{\infty }d(A_{i})^{s}\;{\Bigg |}\;X\subseteq \bigcup _{i=1}^{\infty }A_{i};\;d(A_{i})<\varepsilon {\Bigg \}}}
für beliebige {\displaystyle s\geq 0} und {\displaystyle \varepsilon >0}, wobei {\displaystyle (A_{i})} alle Überdeckungen von {\displaystyle X} durch abzählbar viele Mengen {\displaystyle A_{1},A_{2},\dotsc } durchläuft, deren jeweilige Durchmesser {\displaystyle d(A_{i})} kleiner als {\displaystyle \varepsilon } sind. Das {\displaystyle s}-dimensionale Hausdorff-Maß von {\displaystyle X} ist nun definiert als
{\displaystyle H^{s}(X)=\lim _{\varepsilon \to 0}H_{\varepsilon }^{s}(X).}

## Beispiel
Die Bestimmung der Hausdorff-Dimension einer eindimensionalen Strecke anhand der Menge {\displaystyle X=[0,1]\subset \mathbb {R} } erfolgt folgendermaßen:
1. Das Hausdorff-Maß für {\displaystyle s>1}:
Für {\displaystyle \varepsilon >0} sei die natürliche Zahl {\displaystyle N_{\varepsilon }} so gewählt, dass {\displaystyle 1/N_{\varepsilon }<\varepsilon } gilt. Mit der speziellen Überdeckung
{\displaystyle A_{i}=\left[{\frac {i-1}{N_{\varepsilon }}},{\frac {i}{N_{\varepsilon }}}\right]} für {\displaystyle 1\leq i\leq N_{\varepsilon }}, {\displaystyle A_{i}=\{1\}} für {\displaystyle i>N_{\varepsilon }}
folgt
{\displaystyle H_{\varepsilon }^{s}(X)\leq N_{\varepsilon }\cdot \left({\frac {1}{N_{\varepsilon }}}\right)^{s}=\left({\frac {1}{N_{\varepsilon }}}\right)^{s-1}<\varepsilon ^{s-1},}
also
{\displaystyle H^{s}(X)=0.}
2. Das Hausdorff-Maß für {\displaystyle s<1}:
Wegen {\displaystyle d(A_{i})<\varepsilon } ist
{\displaystyle \sum d(A_{i})^{s}=\sum {\frac {d(A_{i})}{d(A_{i})^{1-s}}}>\sum {\frac {d(A_{i})}{\varepsilon ^{1-s}}}.}
Da die {\displaystyle A_{i}} das Einheitsintervall {\displaystyle X} überdecken, ist die Summe ihrer Durchmesser mindestens 1:
{\displaystyle {}\geq {\frac {1}{\varepsilon ^{1-s}}}.}
Damit folgt
{\displaystyle H_{\varepsilon }^{s}(X)\geq {\frac {1}{\varepsilon ^{1-s}}},}
also
{\displaystyle H^{s}(X)=\infty .}
Daraus folgt bereits {\displaystyle \dim X=1}, denn nach diesen Rechnungen muss das Infimum aus obiger Definition gleich {\displaystyle 1} sein.
3. Das Hausdorff-Maß für {\displaystyle s=1}:
Setzt man die beiden Argumente aus dem ersten und zweiten Fall zusammen, dann erhält man {\displaystyle H^{1}(X)=1}.
Es ist für die Bestimmung der Hausdorff-Dimension unerheblich, ob für das Infimum (also hier für {\displaystyle s=1}) der Grenzwert für {\displaystyle \varepsilon \to 0} einen endlichen Wert ergibt oder nicht. 